# Сан-Марино на летних Олимпийских играх 1992
Сан-Марино принимало участие в Летних Олимпийских играх 1992 года в Барселоне (Испания), но не завоевало ни одной медали. Впервые спортсмены Сан-Марино участвовали в соревнованиях по стрельбе из лука и теннису.

## Результаты соревнований

### Велоспорт
Шоссейный велоспорт
Мужчины
| Соревнование    | Спортсмен     | Время | Место | Отставание |
| --------------- | ------------- | ----- | ----- | ---------- |
| групповая гонка | Гвидо Фризони | DNF   | DNF   | DNF        |

### Дзюдо
Спортсменов — 3
Мужчины
| Спортсмен         | Категория | 1/16 финала                                         | 1/8 финала         | Четвертьфиналы     | Полуфиналы         | За 3 место Финал   |
| Спортсмен         | Категория | Соперник Результат                                  | Соперник Результат | Соперник Результат | Соперник Результат | Соперник Результат |
| ----------------- | --------- | --------------------------------------------------- | ------------------ | ------------------ | ------------------ | ------------------ |
| Альберто Франчини | До 60 кг  | Рихард Траутман (GER) Пор. Иппон, коси гурума, 2:19 | Не прошёл          | Не прошёл          | Не прошёл          | Не прошёл          |

### Лёгкая атлетика
Спортсменов — 5
Мужчины
Беговые дисциплины
| Дисциплина            | Спортсмены                                              | Предварительный раунд | Предварительный раунд | Предварительный раунд | Четвертьфиналы       | Четвертьфиналы       | Четвертьфиналы       | Полуфиналы            | Полуфиналы            | Полуфиналы            | Финал                 | Финал                 |
| Дисциплина            | Спортсмены                                              | Забег                 | Время                 | Место                 | Забег                | Время                | Место                | Забег                 | Время                 | Место                 | Время                 | Место                 |
| --------------------- | ------------------------------------------------------- | --------------------- | --------------------- | --------------------- | -------------------- | -------------------- | -------------------- | --------------------- | --------------------- | --------------------- | --------------------- | --------------------- |
| бег на 100 метров     | Доминик Канти                                           | 2                     | 11,14                 | 6 (67)                | Завершил выступление | Завершил выступление | Завершил выступление | Завершил выступление  | Завершил выступление  | Завершил выступление  | Завершил выступление  | Завершил выступление  |
| бег на 200 метров     | Альдо Канти                                             | 7                     | 21,69                 | 5 (49)                | Завершил выступление | Завершил выступление | Завершил выступление | Завершил выступление  | Завершил выступление  | Завершил выступление  | Завершил выступление  | Завершил выступление  |
| эстафета 4×100 метров | Никола Сельва Манлио Молинари Доминик Канти Альдо Канти | 4                     | 42,08                 | 4 (21)                | Не проводится        | Не проводится        | Не проводится        | Завершили выступление | Завершили выступление | Завершили выступление | Завершили выступление | Завершили выступление |

Шоссейные дисциплины
| Дисциплина | Спортсмен          | Время   | Место |
| ---------- | ------------------ | ------- | ----- |
| марафон    | Джан Луиджи Мачина | 2:30:45 | 66    |

### Плавание
Спортсменов — 5
Мужчины
| Дистанция                 | Спортсмены        | Предварительные заплывы | Предварительные заплывы | Предварительные заплывы | Финалы               | Финалы               | Финалы               |
| Дистанция                 | Спортсмены        | Заплыв                  | Результат               | Место                   | Заплыв               | Результат            | Место                |
| ------------------------- | ----------------- | ----------------------- | ----------------------- | ----------------------- | -------------------- | -------------------- | -------------------- |
| 50 метров вольным стилем  | Филиппо Пива      | 2                       | 26,41                   | 66                      | Завершил выступление | Завершил выступление | Завершил выступление |
| 50 метров вольным стилем  | Роберто Пелландра | 2                       | 26,51                   | 67                      | Завершил выступление | Завершил выступление | Завершил выступление |
| 200 метров вольным стилем | Даниеле Казадеи   | 1                       | 2:06,14                 | 52                      | Завершил выступление | Завершил выступление | Завершил выступление |
| 100 метров брассом        | Данило Дзаволи    | 1                       | 1:09,65                 | 50                      | Завершил выступление | Завершил выступление | Завершил выступление |
| 200 метров брассом        | Данило Дзаволи    | 1                       | 2:34,87                 | 47                      | Завершил выступление | Завершил выступление | Завершил выступление |

Женщины
| Дистанция                | Спортсменка  | Предварительные заплывы | Предварительные заплывы | Предварительные заплывы | Финалы                | Финалы                | Финалы                |
| Дистанция                | Спортсменка  | Заплыв                  | Результат               | Место                   | Заплыв                | Результат             | Место                 |
| ------------------------ | ------------ | ----------------------- | ----------------------- | ----------------------- | --------------------- | --------------------- | --------------------- |
| 50 метров вольным стилем | Сара Казадеи | 1                       | 30,05                   | 49                      | Завершила выступление | Завершила выступление | Завершила выступление |

### Стрельба
Спортсменов — 2
Мужчины
| Соревнование                       | Спортсмены       | Квалификация | Квалификация | Полуфинал     | Полуфинал     | Финал                | Финал                |
| Соревнование                       | Спортсмены       | Результат    | Место        | Результат     | Место         | Результат            | Место                |
| ---------------------------------- | ---------------- | ------------ | ------------ | ------------- | ------------- | -------------------- | -------------------- |
| пневматическая винтовка, 10 метров | Джулиано Чекколи | 561          | 43           | Не проводится | Не проводится | Завершил выступление | Завершил выступление |
| трап                               | Франческо Амичи  | 142          | 24           | 46            | 21            | Завершил выступление | Завершил выступление |

### Стрельба из лука
Мужчины
| Соревнование              | Спортсмен  | Квалификация | Квалификация | 1/32 финала            | 1/16 финала            | 1/8 финала             | Четвертьфинал          | Полуфинал              | Финал                  | Место                  |
| Соревнование              | Спортсмен  | Результат    | Место        | Соперник Результат     | Соперник Результат     | Соперник Результат     | Соперник Результат     | Соперник Результат     | Соперник Результат     | Место                  |
| ------------------------- | ---------- | ------------ | ------------ | ---------------------- | ---------------------- | ---------------------- | ---------------------- | ---------------------- | ---------------------- | ---------------------- |
| индивидуальное первенство | Паоло Тура | 1130         | 73           | Не прошёл квалификацию | Не прошёл квалификацию | Не прошёл квалификацию | Не прошёл квалификацию | Не прошёл квалификацию | Не прошёл квалификацию | Не прошёл квалификацию |

### Теннис
Спортсменов — 2
Мужчины
| Соревнование  | Спортсмены                            | 1/16 финала                                                     | 1/8 финала            | Четвертьфинал         | Полуфинал             | Финал                 | Место |
| Соревнование  | Спортсмены                            | Соперник Результат                                              | Соперник Результат    | Соперник Результат    | Соперник Результат    | Соперник Результат    | Место |
| ------------- | ------------------------------------- | --------------------------------------------------------------- | --------------------- | --------------------- | --------------------- | --------------------- | ----- |
| парный разряд | Кристиан Форчеллини Габриэль Франчини | GREАнастасиос Бавелас / Константинос Эфраимоглу П 1:6, 1:6, 2:6 | Завершили выступление | Завершили выступление | Завершили выступление | Завершили выступление | 17    |